# Trenčianske Bohuslavice
Trenčianske Bohuslavice je naseljeno mjesto u okrugu Nové Mesto nad Váhom u  Trenčínskom kraju u Slovačkoj.

## Stanovništvo
| Godina:     | 1993. | 2003.   | 2013.   | 2023.   |
| ----------- | ----- | ------- | ------- | ------- |
| Broj ljudi: | 881   | 946     | 912     | 940     |
| Razlika:    |       | +7,37 % | -3,59 % | +3,07 % |

| Godina:     | 2022. | 2023.   |
| ----------- | ----- | ------- |
| Broj ljudi: | 947   | 940     |
| Razlika:    |       | -0,73 % |

Prema podacima o broju stanovnika iz 2023. godine naselje je imalo 940 stanovnika.

## Vanjske poveznice
|  | Zajednički poslužitelj ima još gradiva o temi Trenčianske Bohuslavice |

- Službena stranica naselja (sl.)